# Kisjakabfalva
Kisjakabfalva is een plaats (község) en gemeente in het Hongaarse comitaat Baranya. Kisjakabfalva telt 164 inwoners (2001).